# Bisdom Salem
Het bisdom Salem (Latijn: Dioecesis Salemensis) is een rooms-katholiek bisdom met als zetel Salem, in India. Het bisdom is suffragaan aan het aartsbisdom Pondicherry-Cuddalore. 

## Geschiedenis
Het bisdom werd opgericht op 26 mei 1930, uit delen van het aartsbisdom Pondicherry en de bisdommen Kumbakonam en Mysore. 

## Parochies
Het bisdom had in 2022 een oppervlakte van 9.624 km2 en telde 5.356.000 inwoners waarvan 1,6% rooms-katholiek was.

## Bisschoppen
- Henri-Aimé-Anatole Prunier (26 mei 1930 - 20 november 1947)
- Venmani S. Selvanather (3 maart 1949 - 17 maart 1973)
- Michael Bosco Duraisamy (28 februari 1974 - 9 juni 1999)
- Singaroyan Sebastianappan (5 juli 2000 - 9 maart 2020)
  - Lawrence Pius Dorairaj (apostolisch administrator: 9 maart 2020 - 4 augustus 2021)
- Arulselvam Rayappan (31 mei 2021 - heden)

## Galerij van afbeeldingen

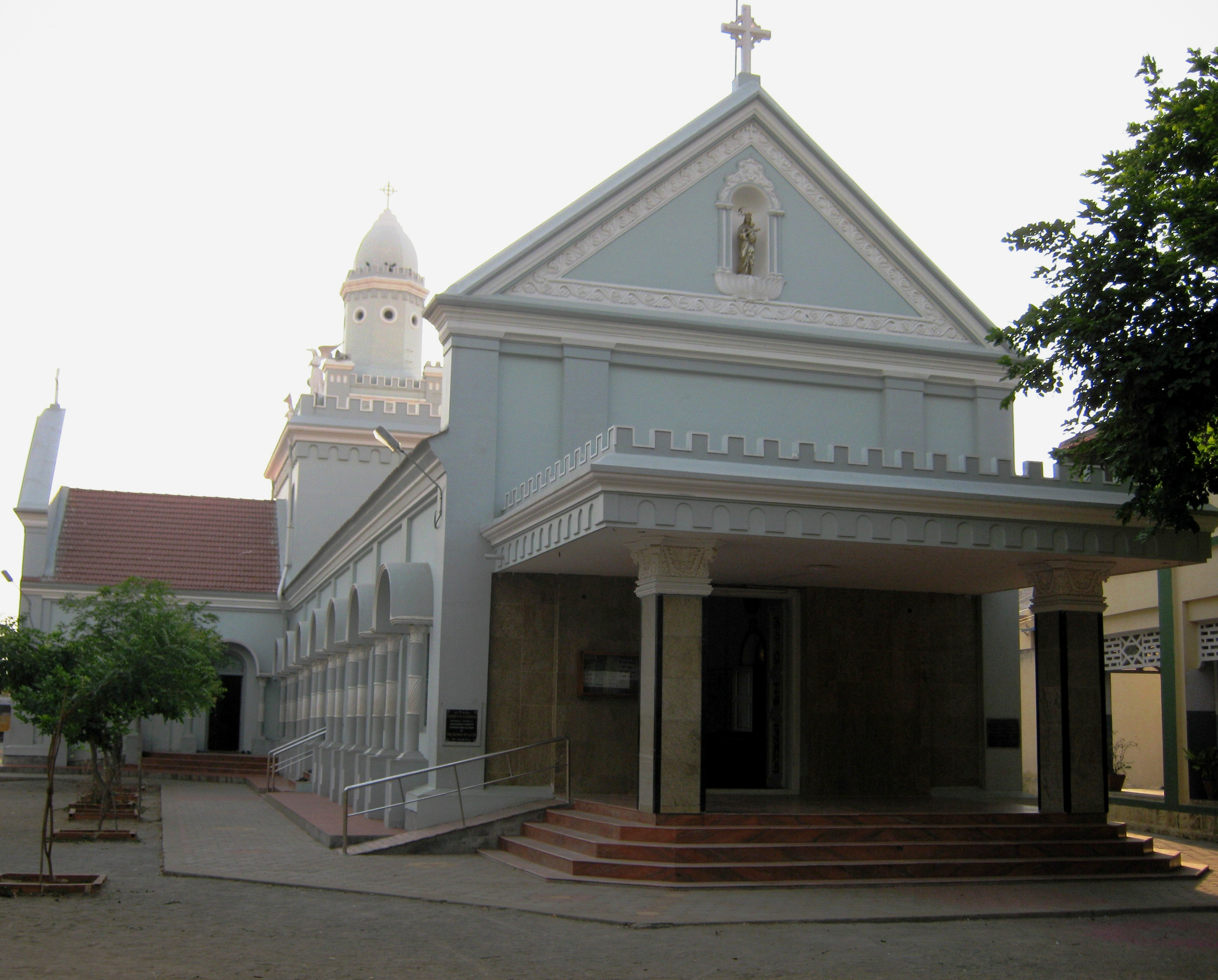
St. Mary's cokathedraal in Shevapet, Salem
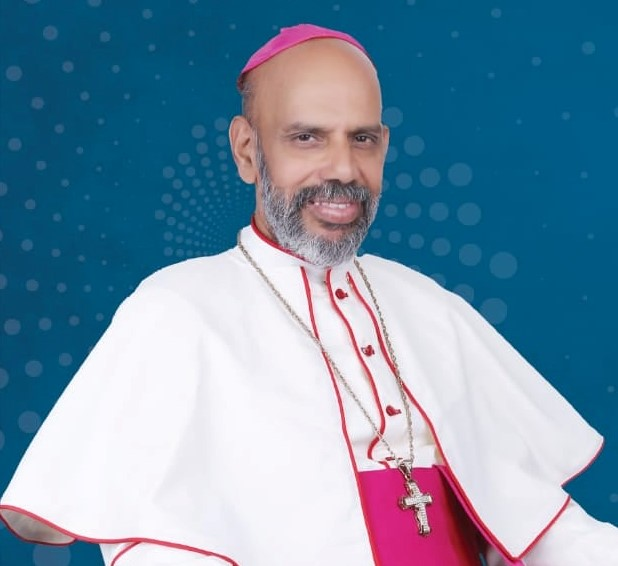
Bisschop Arulselvam Rayappan (2021-heden)
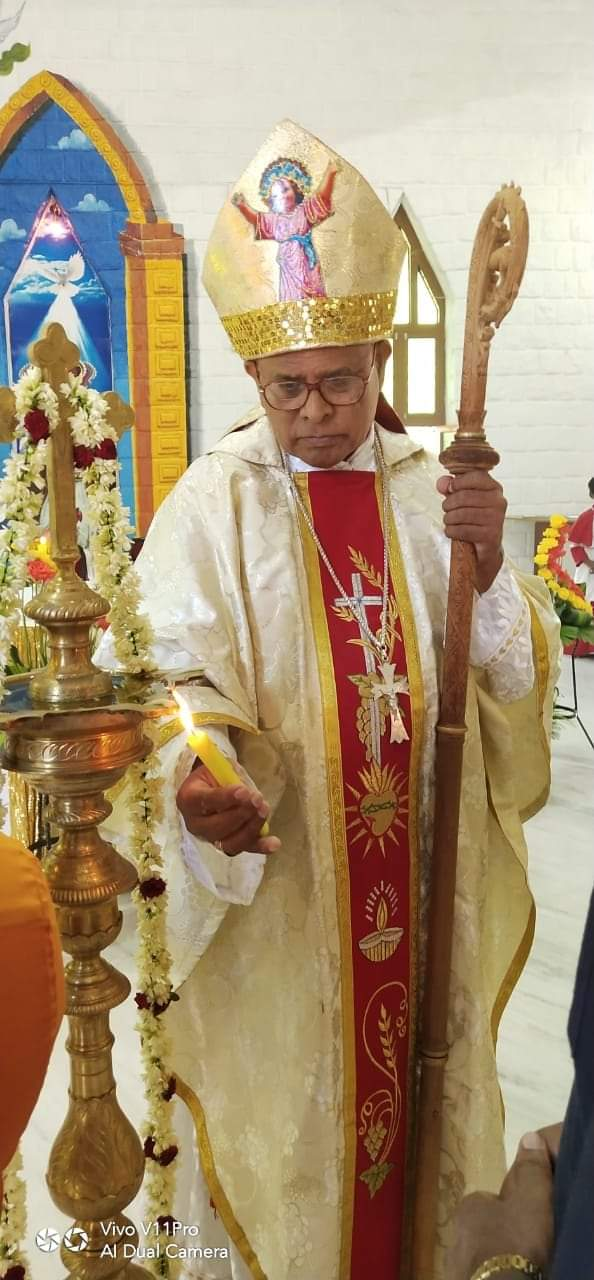
Bisschop Singaroyan Sebastianappan (2000-2020)
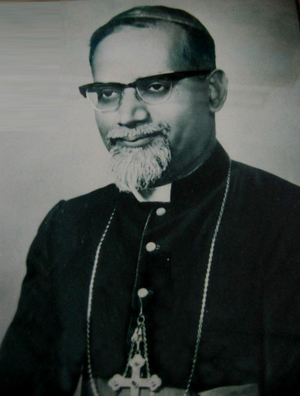
Bisschop Venmani S. Selvanather (1949-1973)

Pondicherry-Cuddalore (aartsbisdom) · Dharmapuri · Kumbakonam · Salem · Tanjore